# (31959) Keianacave
2000 GD136 (asteroide 31959) é um asteroide da cintura principal. Possui uma excentricidade de 0.14379060 e uma inclinação de 7.00904º.
Este asteroide foi descoberto no dia 12 de abril de 2000 por LINEAR em Socorro.